# Bush Pass
Bush Pass är ett bergspass i Kanada.   Det ligger i provinsen Alberta, i den centrala delen av landet, 3 100 km väster om huvudstaden Ottawa. Bush Pass ligger 2 361 meter över havet.
Terrängen runt Bush Pass är bergig. Trakten runt Bush Pass är nära nog obefolkad, med mindre än två invånare per kvadratkilometer.. Det finns inga samhällen i närheten. 
Trakten runt Bush Pass består i huvudsak av gräsmarker.